# Imitatio vitae
Imitatio vitae («imitazione della vita») è una locuzione latina frequentemente citata in ambito teatrale, con riferimento alla creazione artistica. 
L'espressione è estrapolata da una più ampio conteso che è, nella sua completezza, il seguente:  
La frase, per noi perduta nella citazione originale, è generalmente attribuita a Cicerone nel De re publica anche se non vi è certezza sull'appartenenza a quest'ultima opera. 
L'attribuzione a Cicerone è fatta da Elio Donato e a quest'ultimo si deve anche la fortuna dell'espressione, dal momento che il suo testo era facilmente fruibile nel Rinascimento perché incorporato come prefazione a Terentii Comoedia, un'edizione delle commedie di Terenzio del 1546.